# Korolar
- Korolar je kratki poučak koji slijedi izravno iz nekog prethodnog teorema. Često se radi o najvažnijem posebnom slučaju nekog poučka koji se koristi češće od samog poučka.